# Edward Cook (Leichtathlet)

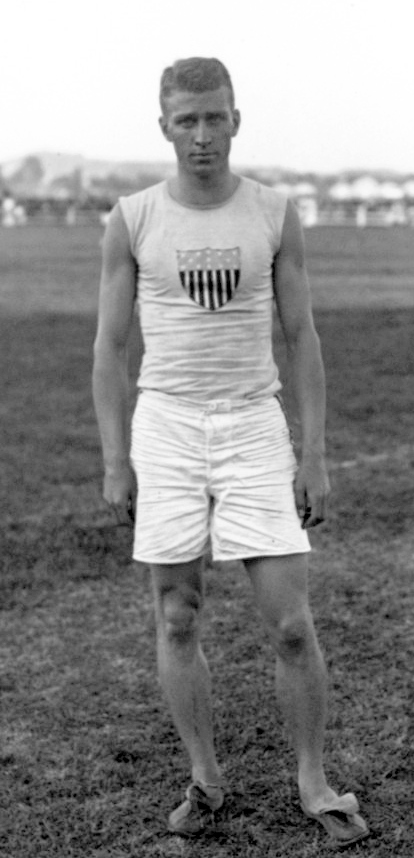
Edward Cook, 1908

Edward Tiffin Cook (* 27. November 1889 als Edward Tiffin Cook jr. in Chillicothe, Ohio; † 18. Oktober 1972 ebenda) war ein US-amerikanischer Leichtathlet. Bei einer Körpergröße von 1,78 m betrug sein Wettkampfgewicht 66 kg.
Cook besuchte die Schule in Chillicothe und hielt 1905/6 drei nationale Highschool Rekorde der USA über 100y, 220y und im Weitsprung. 1908 lieferten sich die beiden US-Amerikaner Walter Dray und Alfred Gilbert einen Wettkampf um die Verbesserung des (inoffiziellen) Weltrekords im Stabhochsprung, in dessen Verlauf der Weltrekord von Dray aus dem Jahr 1907 von 3,79 Meter auf 3,90 Meter gesteigert wurde. Gilbert sprang mit 3,855 Meter und 3,86 Meter zwei Weltrekorde.
Bei den Olympischen Spielen 1908 war Dray nicht am Start. Alfred Gilbert sprang 3,71 Meter, aber Edward Cook kam auf die gleiche Höhe. Ein Stechen wurde nicht durchgeführt und so wurden beide Athleten zum Olympiasieger erklärt, und drei weitere zu Olympiadritten. Cook trat auch im Weitsprung an und wurde mit 6,97 Meter Vierter.
Edward Cook war nach seinem Abschluss an der Cornell University als Farmer und später als Direktor bei der First National Bank of Chillicothe tätig. Von 1926 bis 1941 arbeitete er sehr erfolgreich als Leichtathletiktrainer und Sportdirektor sowie zusätzlich für 13 Jahre als erfolgreicher Footballtrainer an der Oakwood High School.